# Roberto Torres
Roberto Vilar Torres (Água Branca, 29 de agosto de 1938 — Maceió, 4 de fevereiro de 2021) foi um político brasileiro. Exerceu o mandato de deputado federal constituinte em 1988.

## Família
Os pais de Roberto Torres são José Fernandes Torres e Iracema Vilar Torres. Roberto tem um irmão chamado Fernando Torres, que foi deputado federal de 1995 a 1999.
Roberto Torres foi casado com Maria José Marques Torres, com quem teve quatro filhos.

## Vida pública
Roberto Torres era empresário do setor agropecuário, e começou a sua vida pública em 1961, quando tornou-se prefeito de sua cidade natal até o ano de 1967. Voltou a ser prefeito depois de 4 anos com apoio da Aliança Renovadora Nacional (Arena), o partido que sustentou a ditadura militar, que foi instaurada no Brasil no ano de 1964.
Roberto candidatou-se a uma cadeira na Assembleia Legislativa de Alagoas em novembro de 1978, foi vitorioso e iniciou o seu mandato de deputado estadual no mês de fevereiro de 1979. Com a reorganização partidária que aconteceu com a extinção do bipartidarismo em novembro de 1979, ele se filiou ao Partido Democrático Social (PDS), que foi o sucessor da Arena.
Foi reeleito como deputado estadual em novembro de 1982, e na legislatura 1983-1987 Roberto presidiu a Comissão de Constituição e Justiça, assumiu o cargo de segundo secretário e por fim presidente da Assembléia, sendo que durante as ausências dos governadores Divaldo Suruagi e José Tavares. Nos seis meses anteriores às eleições de novembro de 1986 ele ingressou no Partido Trabalhista Brasileiro (PTB), e já dentro deste novo partido Roberto batalhou pela coligação com o Partido do Movimento Democrático Brasileiro (PMDB), responsável por eleger Fernando Collor de Melo como governador de Alagoas, ocasião na qual Roberto também se elegeu como deputado constituinte, assumindo o seu mandato no dia 1º de fevereiro do ano de 1987.
Nessa época Roberto votou a favor de:
- Romper relações diplomáticas com países que praticassem políticas de discriminação racial;
- Voto aos 16 anos;
- Nacionalização do subsolo;
- Limite de 12% ao ano para os juros reais;
- Criar um fundo de apoio à reforma agrária;
- Aviso prévio proporcional;
- Turno ininterrupto de seis horas;
- Unicidade sindical.

Votou contra:
- A demissão sem justa causa;
- Pena de morte;
- Limitação do direito de propriedade;
- Estatização do sistema financeiro;
- Anistia aos pequenos e micro empresários;
- Soberania popular;
- Presidencialismo;
- Mandato de cinco anos para o presidente José Sarney.

Quando a nova Carta Constitucional foi promulgada no dia 5 de outubro de 1988, Roberto passou a integrar os trabalhos legislativos Ordinários da Câmara sendo titular das comissões de Constituição e Justiça, de Redação, de Defesa do Consumidor, e de Meio Ambiente e Minorias, e sendo suplente das comissões de Relações Exteriores e também de Agricultura e Política Rural. No mês de outubro de 1990 ele se reelegeu para mais um mandato, que teve início no mês de fevereiro de 1991, quando retomou a cadeira da Câmara dos Deputados.
Ainda no ano de 1991, Roberto integrou a Comissão de Finanças e Tributação. Votou a favor do impeachment do então presidente Fernando Collor de Melo, que foi acusado de crime de responsabilidade por ter ligações com um esquema de corrupção que tinha como líder o ex-tesoureiro de sua campanha presidencial, chamado Paulo César Farias.
Roberto disputou uma vaga de deputado estadual pelo PTB nas eleições de outubro de 1994, foi eleito e deixou Brasília quando a legislatura chegou ao fim, no mês de janeiro de 1995, e em fevereiro do mesmo ano tomou posse na Assembleia Legislativa de Alagoas. No mês de outubro de 1996 ele renunciou ao seu mandato para assumir o cargo de conselheiro do Tribunal de Contas de Alagoas (TCE). Chegou a ser vice-presidente do Tribunal de Contas de Alagoas e também exerceu a função de ouvidor até o ano de 2008, ano em que deixou o Tribunal de Contas de Alagoas. Em outubro de 2009 concorreu à prefeitura de Água Branca, seu município natal, mas não foi eleito.

## Morte
Roberto morreu em 4 de fevereiro de 2021 em um hospital de Maceió devido a complicações da COVID-19.